# Иван Кожухаров
Иван Кожухаров е български драматичен актьор.

## Биография
Роден е в Казанлък през 1863 г. През 1886 г. започва театралната си дейност в любителската трупа на Стоян Попов, а през 1887 г. участва в представления на любителската трупа в Пловдив. Сред основателите е на театър „Основа“ през 1888 г. През 1890 г. сформира полупрофесионалната драматическа трупа във Варна. От 1895 до 1905 г. заедно с Преслав Преславски и Стоян Бъчваров сформират театрално дружество „Напредък“, функциониращо като градски театър. Почива на 17 ноември 1941 г. във Варна.